# Esomus caudiocellatus
Esomus caudiocellatus és una espècie de peix cipriniforme de la família dels ciprínids que es troba a Àsia.